# 리시니아 렌티니
리시니아 렌티니(Licinia Lentini, 1959년 3월 4일 ~ )는 이탈리아의 배우, 연극 배우, 성우, 쇼걸이다.
로마에서 태어났다.

## 영화
- 장고 2 - 돌아온 장고 (1987년)
- 살인 사건 소동 (1987년)
- 알레나토레 넬 팔로네 (1984년)
- 실버 새들 (1978년)
- 워 오브 더 로보츠 (1978년)